# EA-18G Growler
EA-18G Growler (укр. «Ґра́улер») — американський військовий палубний літак радіоелектронної боротьби і протидії. Призначений для ведення радіоелектронної боротьби та розвідки авіаносного крила. Розроблений компанією The Boeing Company на основі багатоцільового винищувача палубного базування F/A-18E/F Super Hornet. Перший політ здійснив 15 серпня 2006 року, з початку виробництва у 2007 році, побудовано понад 100 одиниць. Перебуває на озброєнні ВМС США і ВПС Австралії. Замінив собою EA-6B Prowler, який стояв на озброєнні ВМС США з початку 1970-х років.

## Історія розробки і виробництва
На початку 1990-х Військово-морські сили США дійшли висновку, що розроблений на базі палубного штурмовика Grumman A-6 Intruder у 1960-х літак радіоелектронної боротьби морської авіації EA-6 Prowler морально і фізично застаріває, отже потребує докорінної модернізації. Спочатку планували прийняти на озброєння нову модифікацію «Праулера» — ЕА-6В ICAP-III (англ. Improved Capabilities). Головним підрядником залишалася компанія — розробник «Праулера» Northrop Grumman. ВМС вважали за необхідне почати оновлення парку літаків БРЕО авіаносного базування у 2008 році, втім у 2001 році Міністерство оборони США, спираючись на досвід застосування авіації в ході операції «Союзна сила», ініціювало вивчення альтернативних варіантів створення авіаційних комплексів РЕБ для ВПС, ВМС і КМП США (англ. АЕА Analysis of Alternatives) на період 2010—2030 років, яке завершилося у грудні 2001.
На початок 2000-х командування ВМС США розглядало наступника «Праулера» не тільки як звичайний літак РЕБ, а як ключовий елемент перспективної системи розвідки і радіоелектронної боротьби флоту й об'єднаних угруповань сил, що ведуть бойові дії на морських та приморських театрах — Airborne Electronic Attack aircraft (AEA aircraft). Було прийняте рішення розробляти новий літак на базі нового основного палубного винищувача F/A-18 Super Hornet. Він мав бути максимально уніфікований із «Супер Хорнетом» (за заявою розробників — на 90 %), що полегшить процес навчання особового складу і дозволить скоротити витрати на навчання льотного та технічного персоналу і на технічне обслуговування нових літаків. Радіоелектронні засоби мали розміщуватись  у відсіках літака, де у прототипі розташовувалось ударне озброєння та на вузлах підвіски озброєння. 15 листопада 2001 року компанія Boeing провела перший політ «демонстратора концепції» F/A-18F (EA-18 Airborne Electronic Attack) з трьома підвісними контейнерами апаратури РЕБ AN/ALQ-99 і двома паливними баками. На демонстраторі вивчалося, як підвісні контейнери і баки вплинуть на льотні дані літака, його стійкість і керованість, наскільки зростуть шумність і рівень вібрацій; перевірялася здатність літака з підвішеними контейнерами РЕБ виконувати зліт і посадку з авіаносця. Остаточний вибір був зроблений наприкінці 2003 року: 29 грудня ВМС уклали контракт з фірмою Boeing, розрахований на п'ять років і який передбачав повномасштабну розробку літака РЕБ EA-18G. Субпідрядником виступала компанія — розробник ЕА-6В Northrop Grumman — її фахівцями розроблялося основне радіоелектронне обладнання — підвісні контейнери новітнього комплексу РЕБ, створеного в рамках програми модернізації літаків EA-6B «Праулер» ICAP III. Військово-морські сили планували отримати 88 EA-18G.

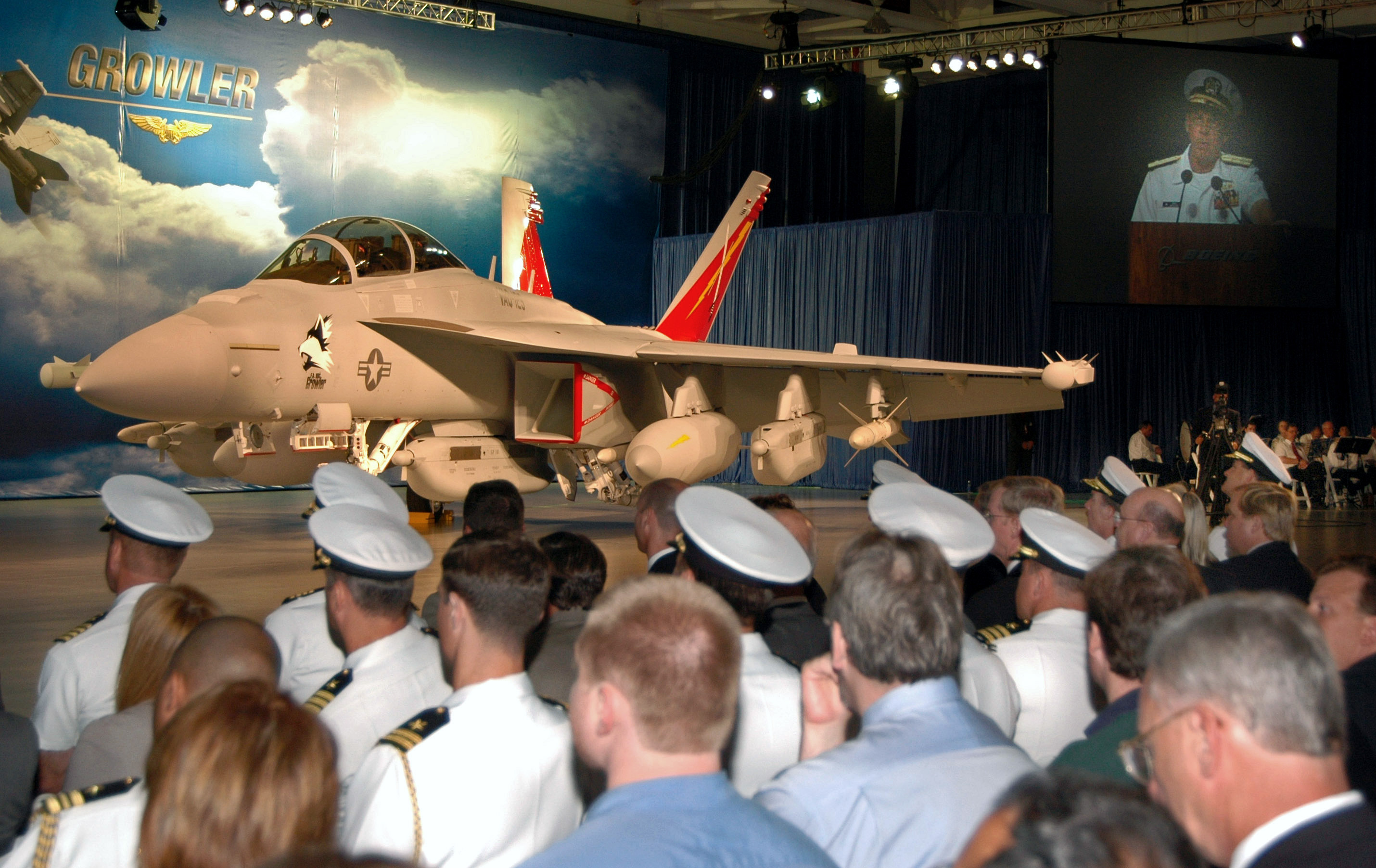
Церемонія викочування першого EA-18G.
3 серпня 2006, Сент-Люїс

Будівництво першого з двох серійних випробувальних EA-18G, відомого як EA-1, розпочалося 22 жовтня 2004 року. В першій декаді травня 2005 року він був знятий з конвеєра з виробництва F/A-18E/F Super Hornet в Сент-Луїсі і відправлений на переобладнання у варіант літака РЕБ. У червні того ж року здійснене аналогічне переобладнання другого «Супер Хорнета». В процесі переобладнання в крилах літаків прокладалися кабель-траси, необхідні для забезпечення роботи контейнерів з апаратурою РЕБ, що підвішуються на крайні точки зовнішньої підвіски. У носовій частині монтувалися спеціальні тримачі для цільової радіоелектронної апаратури та для апаратури інструментального контролю. EA-1, був готовий 3 серпня 2006 року і здійснив перший політ 15 серпня. 22 вересня 2006 року він здійснив переліт на базу авіації ВМС Петоксен-Рівер, Меріленд. Другий літак (EA-2) перший політ здійснив 10 листопада 2006 року і прибув до Петоксен-Рівер 29 листопада. Оскільки перша пара літаків була переобладнана з «Супер Хорнетами», у ВМС ці два випробувальні літаки мали найменування NEA-18G. У червні 2008 року програму льотних випробувань пройшли п'ять перших «Ґраулерів».
У жовтні 2003 Військово-морські сили офіційно направили ВПС пропозицію присвоїти літаку EA-18G найменування «Ґраулер» (англ. growler — буркотун), утворене поєднанням найменування літака-попередника «Праулер» і позначення модифікації «Супер Хорнета» — «G». До того ж назва «Ґроулер» має давні традиції у флоті США — так називалися два шлюпи епохи англо-американської війни і підводний човен періоду Другої світової війни (SS-215), а також його наступник — ракетний підводний човен часів «холодної війни» (SSG-577). Найменування Boeing EA-18G Growler літак отримав 12 жовтня 2005, коли воно вже стало загальноприйнятим.
Спочатку ВМС планувало закупити 88 «Ґраулерів» (за кількістю палубних авіакрил), втім у 2001 році обсяг замовлення був збільшений до 114 EA-18G, що було обумовлено рішенням озброїти цими машинами експедиційні ескадрильї, які діють з берегових аеродромів у складі миротворчих сил. Церемонія передачі ВМС США першого серійного EA-18G (Gl, BuNo. 166889) відбулася 24 вересня 2007 року. Переозброєння на EA-18G першої стройової ескадрильї VAQ-141 «Shadowhawks» розпочалося у червні 2009 року. Постачання флоту усіх 114 замовлених EA-18G завершилася у 2015 році.

## Особливості конструкції і бортове радіоелектронне обладнання
Основне призначення EA-18G — рішення широкого спектра завдань в інтересах авіаносного угруповання, пов'язаних з веденням радіоелектронної протидії противнику. Літак призначений для ведення радіотехнічної розвідки, постановки перешкод роботі радіолокаційним засобам та придушення систем зв'язку противника, знищення РЛС протирадіолокаційними ракетами AGM-88 HARM. Бортова апаратура EA-18G дозволяє ідентифікувати і пеленгувати джерела електромагнітного випромінювання. Літак здатний діяти як автономно, так і взаємодіючи з іншими літальними апаратами в єдиному інформаційному полі і є в повній мірі літаком «мережевоцентричної війни» (AEA aircraft).
EA-18G Growler на 90 % уніфікований з F/A-18F. Його планер практично ідентичний планеру «Супер Хорнета» модифікації block II за винятком крила — його переднє ребро пряме і не має аеродинамічного «зуба», а на верхніх поверхнях кожної площини змонтовано по одній поперечній перегородці 12 см заввишки і 150 см завдовжки. Таким чином вдалося вирішити проблему звалювання літака при маневруванні з великими перевантаженнями. EA-18G здатний виконувати всі завдання, покладені на «Супер Хорнета», а основні відмінності пов'язані наявністю підвісного спецобладнання і його програмним забезпеченням. EA-18G на 590 кг важчий за F/A-18F, при тому, що з нього демонтована авіаційна гармата.
Основні системи літаків EA-18G block I аналогічні системам F/A-18F block I без другого комплекту органів управління в задній кабіні. Передні кабіни EA-18G і «Супер Хорнета» ідентичні. Типовий варіант авіаційного озброєння «Ґраулера» складається з двох керованих ракет «повітря-повітря» AIM-120 AMRAAM для самозахисту і двох протирадіолокаційних AGM-88 HARM. Планується розширення асортименту авіаційних засобів ураження керованими ракетами «повітря-поверхня» AGM-154 JSOW та AGM-158 JASSM. Австралійські EA-18G також будуть оснащені ракетою AIM-9 Sidewinder.

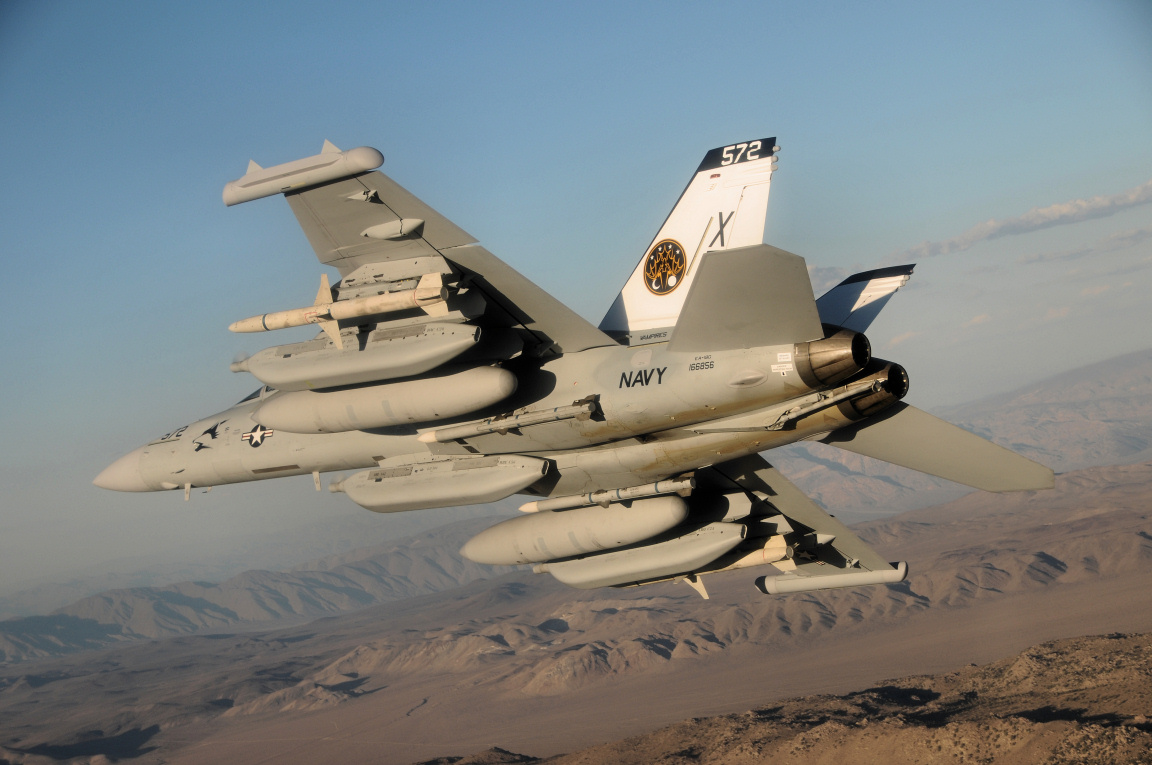
EA-18G в польоті. Добре видно підвісне радіотехнічне обладнання і озброєння

Основне радіотехнічне обладнання «Ґраулерів» — підвісні контейнери новітнього комплексу РЕБ, створеного на базі ICAP III (з метою зниження часу і витрат на розробку авіаційного комплексу, складність радіоелектронного устаткування ICAP-III для EA-18G була дещо спрощена) фахівцями Northrop Grumman. Основу комплексу складає широкосмугова станція РТР AN/ALQ-218(V)2 і цифрова станція РЕП AN/ALQ-99. Комбінація ALQ-218 і ALQ-99 являє собою повноцінний набір засобів радіоелектронної боротьби, здатний забезпечити виявлення і придушення будь-яких загроз авіакрилу.
Змінні контейнери приймальних антен комплексу РТР/РЕБ AN/ALQ-218 змонтовані на закінцівках площин крила замість торцевих крилових пілонів ракет AIM-9 у «Супер Хорнетів». Крім того антени AN/ALQ-218 встановлені з обох бортів в носовій частині фюзеляжу, в районі відсіків двигунів, у хвостовій частині фюзеляжу, забезпечуючи приймання електромагнітних сигналів з будь-якого напрямку. Замість гармати на EA-18G встановлена активна БРЛС з електронним скануванням променя AN/APG-79 AESA комплексу постановки перешкод системам радіозв'язку Raytheon AN/ALQ-227(V)1 CCS (Communications Countermeasures System). Комплекс AN/ALQ-227 виявляє і визначає параметри радіосигналів, а придушення радіозв'язку здійснюється широкосмуговим низькочастотним передавачем AN/ALQ-99 тактичної системи постановки радіоперешкод. Літак може нести до п'яти підвісних контейнерів з антенами AN/ALQ-99. Ведуться роботи з розробки станції постановки перешкод контейнерного типу нового покоління Next Generation Jammer (NGJ) з активною фазованою антенною решіткою (AESA), яка має надійти на озброєння до 2020 року.
EA-18G обладнані системами INCANS, які забезпечують стійкий ультракороткохвильовий зв'язок екіпажу літака при включеній апаратурі постановки радіоперешкод — екіпажі «Праулерів» не мали можливості підтримувати радіозв'язок, коли бортова апаратури постановки перешкод працює на випромінювання. Крім того «Ґраулери» обладнані станціями системи супутникового зв'язку MATT (Multi-mission Advanced Tactical Terminal). Станція LR-700 і приймач системи супутникового зв'язку розташовуються разом з апаратурою AN/APG-79 в носовому обтічнику.

## Оператори. Експлуатація

### Військово-морські сили США

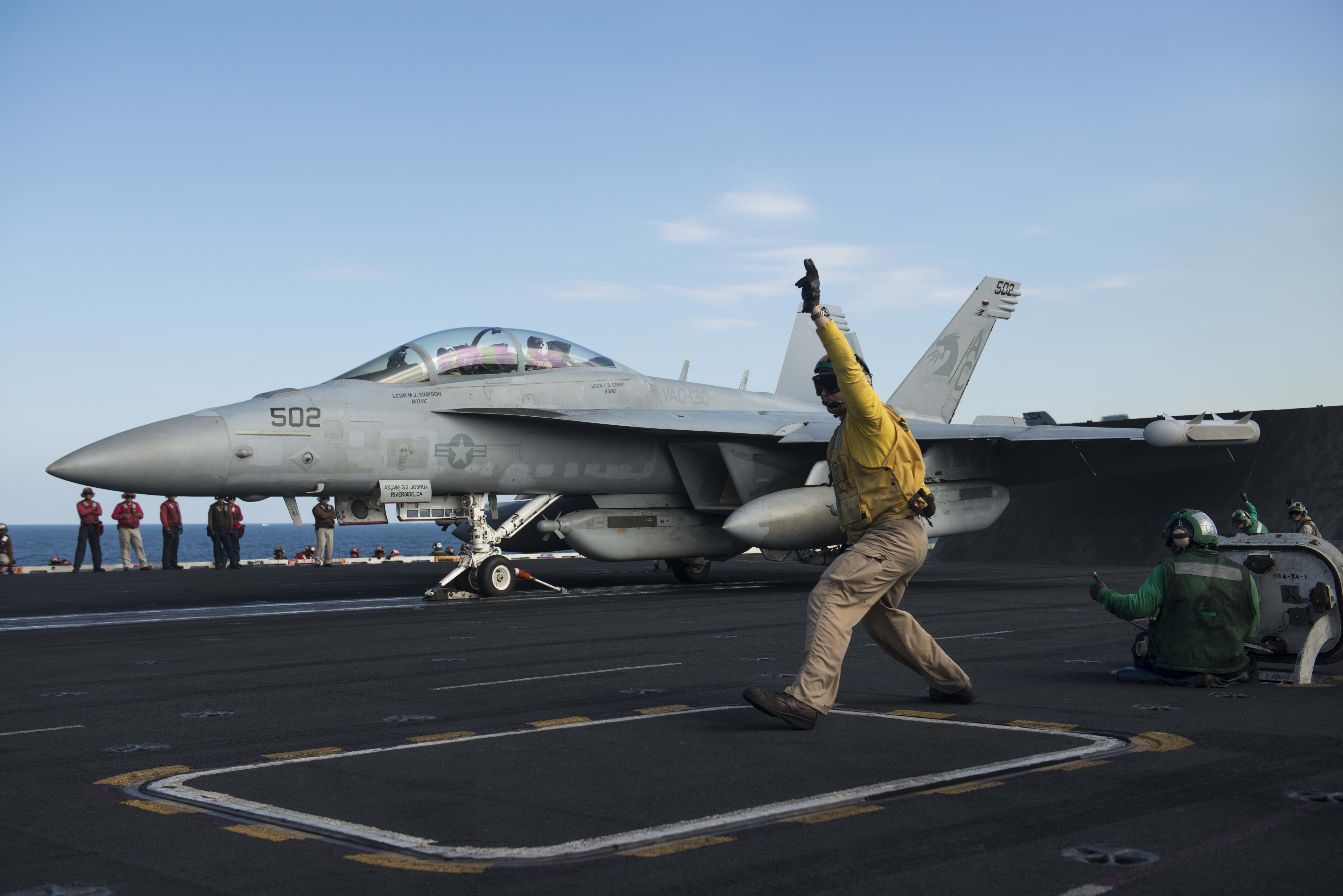
Зліт «Ґраулера» з палуби авіаносця «Гаррі Трумен» (CVN-75)

Передача ВМС США першого серійного EA-18G відбулася 24 вересня 2007 року. Експлуатаційні випробування літака проводились на базі авіаескадрильї VX-9 Vampires, авіабаза Чайна-Лейк, Каліфорнія.
Першою стройовою ескадрильєю, яка отримала на озброєння «Ґраулери», стала VAQ-132 Scorpions: переозброєння на EA-18G розпочалося 3 червня 2008 року і завершилося наприкінці 2009 року. Зараз «Ґраулери» є основним і єдиним у ВМС США літаком РЕБ і стоять на озброєнні 16 авіаескадрилій — VAQ-129, VAQ-130, VAQ-131, VAQ-132, VAQ-133, VAQ-134, VAQ-135, VAQ-136, VAQ-137, VAQ-138, VAQ-139, VAQ-140, VAQ-141, VAQ-142, VAQ-209 і VX-9, а також Центру розвитку військово-морської авіації.
Вперше в бойовій обстановці літаки EA-18G були застосовані у 2010 році в Іраку. В середині листопада п'ятірка «Ґраулерів» ескадрильї VAQ-132 Scorpions виконали переліт зі США в Ірак з дозаправленням у повітрі і проміжною посадкою на авіабазі, розташованій на Азорських островах. Ці п'ять EA-18G виконували завдання в інтересах дислокованого в Іраку угруповання військ США; імовірно, літаки базувалися на аеродромі Аль-Ассад. 23 березня 2011 року ця ж п'ятірка EA-18G з авіабази Авіано здійснила придушення об'єктів ППО для встановлення безпольотної зони над Лівією в ході операції міжнародних сил «Світанок одіссеї».

### Військово-повітряні сили Австралії

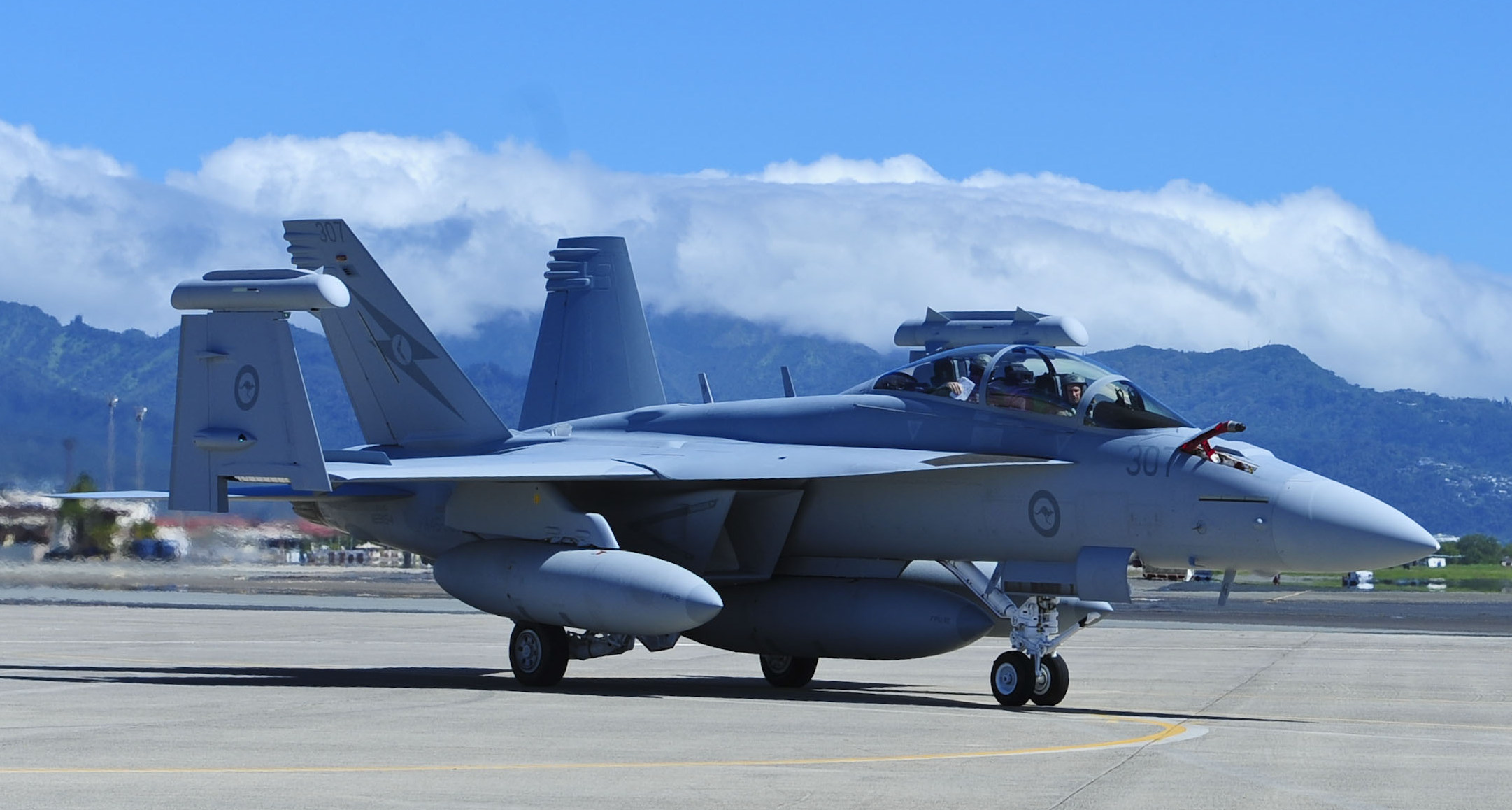
EA-18G Повітряних сил Австралії

У 2008 році уряд Австралії звернувся до уряду США з проханням надати до шести EA-18G в рамках експортного контракту на придбання двадцяти чотирьох F/A-18F Super Hornet. Австралійські літаки РЕБ, як і перші прототипи «Ґраулерів» для ВМС США, будувалися як «Супер Хорнети» з подальшим їх оснащенням за проектом EA-18G. У 2013 році австралійці оголосили про закупівлю додатково ще шести «Ґраулерів». Усі дванадцять машин були передані ВПС Австралії до 7 липня 2017 року. Усі входять до складу 6-ї ескадрильї ВПС Австралії.